# Diplusodon smithii
Diplusodon smithii là một loài thực vật có hoa trong họ Lythraceae. Loài này được Lourteig mô tả khoa học lần đầu tiên vào năm 1964.